# Верхняя Кабанка
Верхняя Кабанка — посёлок в Пластовском районе Челябинской области России. Входит в Кочкарское сельское поселение.

## География
Посёлок находится в лесостепной части области, в верховьях речки Кабанка. Расстояние до центра района города Пласта 11 км.

### Уличная сеть
- Библиотечная улица
- Улица Ветеранов
- Заречная улица
- Молодёжная улица
- Набережная улица
- Рабочая улица
- Садовая улица
- Улица Труда
- Тупиковая улица
- Центральная улица
- Школьная улица

## Топоним
Название — по географическому положению на реке Кабанка.

## История
Посёлок основан в 1930 году на месте частного хутора.
В 2019 году сюжет о посёлке, занял второе место в федеральном конкурсе «Моя деревня», проводимый общественной палатой России.

## Население
| 2002 | 2010 |
| ---- | ---- |
| 679  | ↗704 |

## Инфраструктура
- Отделение совхоза «Кочкарский»,
- подсобное хозяйство группы компаний «Южуралзолото»,
- средняя общеобразовательная школа № 16,
- детский сад № 6.

## Транспорт
Посёлок связан грунтовой дорогой до центра сельского поселения села Кочкарь (16 км).
Начальный пункт региональной автодороги 75К-195 Верхняя Кабанка — автодорога Южноуральск — Магнитогорск протяжённостью 2,751 км.

## Улицы
- Библиотечная улица,
- улица Ветеранов,
- Заречная улица,
- Молодёжная улица,
- Набережная улица,
- Рабочая улица,
- Садовая улица,
- улица Труда,
- Тупиковая улица,
- Центральная улица,
- Школьная улица.